# صلاة السواعي (كتاب)
صَلَاةُ اَلسَّوَاعِي هو كتاب صلوات (أجبية) يُعد أول كتاب معروف طُبع باللغة العربية، وتم ذلك بطريقة الحرف المُتحرك. طُبع يوم 12 سبتمبر سنة 1514م. تُشير المصادر بأن طباعته قد تمت في مدينة فانو الإيطالية، في اول مطبعة عربية أنشأها البابا يوليوس الثاني ودشنها البابا ليون العاش، وسميت بـ "مطبعة الفاتيكان". المزامير التي أستُخدمت لكتابته تعود للأسقف الملكاني أَبُو اَلْفَتْحْ عَبْدَ اَللَّهْ بْنْ اَلْفَضْلْ بْنْ عَبْدِ اَللَّهْ اَلْمُطْرَانِ اَلْأَنْطَاكِيِّ المُتوفى في حدود القرن الحادي عشر الميلادي.

## المؤلف
كان أَبُو اَلْفَتْحْ عَبْدَ اَللَّهْ بْنْ اَلْفَضْلْ بْنْ عَبْدِ اَللَّهْ اَلْمُطْرَانِ اَلْأَنْطَاكِيِّ مؤلفًا ومترجمًا ولاهوتيًا عربيًا أرثوذكسيًا، نشط في أنطاكية خلال منتصف القرن الحادي عشر، خلال فترة الحكم المُتجدد للروم البيزنطيين على المدينة. لهُ عدد كبير من الترجمات الآبائية، فضلاً عن مجموعة من الأعمال الفلسفية الأصلية. لا يُعرف سوى القليل عن حياته، كان شماسًا وحفيدًا لأسقف. تلقى تعليمًا واسعًا في اللغتين العربية واليونانية، وكان مِمن درسوا قواعد اللغة العربية على يد شيخ المعرَّة. تم تكليف العديد من أعماله وترجماته من قبل وجهاء أنطاكية والمدن المجاورة في الأراضي الإسلامية. من إثاره الأصلية: «بَهْجَة اَلْمُؤَمَّنِ» «اَلْمَنْفَعَة اَلْكَبِيرِ» «اَلْمَنْفَعَة اَلصَّغِيرِ» «شَرْحُ اَلْأَمَانَةِ اَلْمُسْتَقِيمَةِ» «كِتَابُ اَلرَّوْضَةِ» «كِتَابُ اَلْمَصَابِيحِ».

## النُسخ المعروفة
نُسخة في دار الكتب والوثائق القومية في مصر، نُسخة في مكتبة لايدن في هولندا، نُسخة في المكتبة البافارية الحكومية في الألمانية، نُسخة في المكتبة الوطنية في فرنسا، نُسخة في المكتبة اللورنتية ومكتبة الأمبروزيانا في إيطالية، نسخة في مكتبة جامعة أوبسالا في السويد، نُسخة في مكتبة بودلي والمكتبة البريطانية في المملكة المتحدة ونسخة في مكتبة جامعة برينستون في الولايات المتحدة.

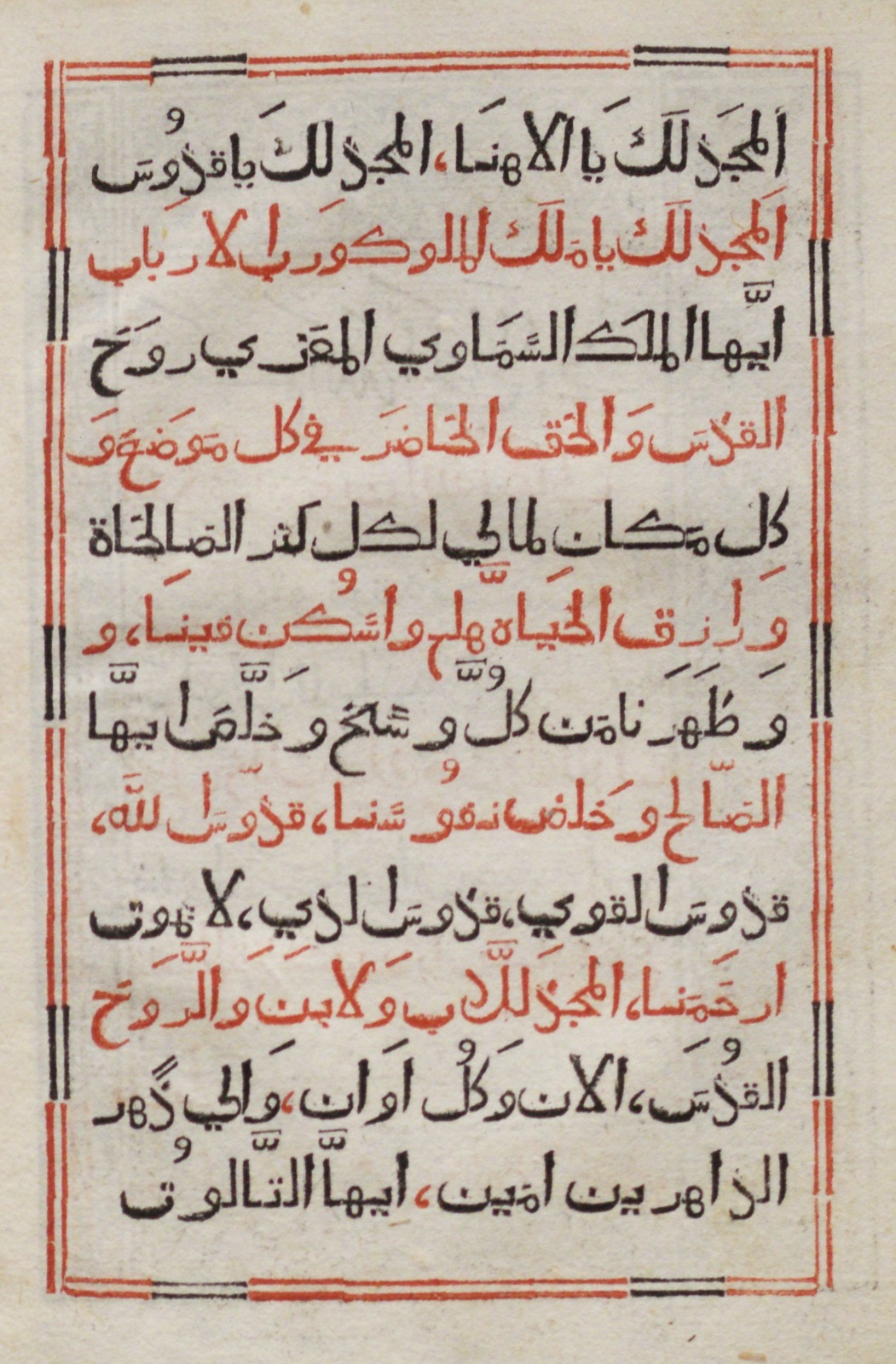
نُسخة جامعة أكسفورد.
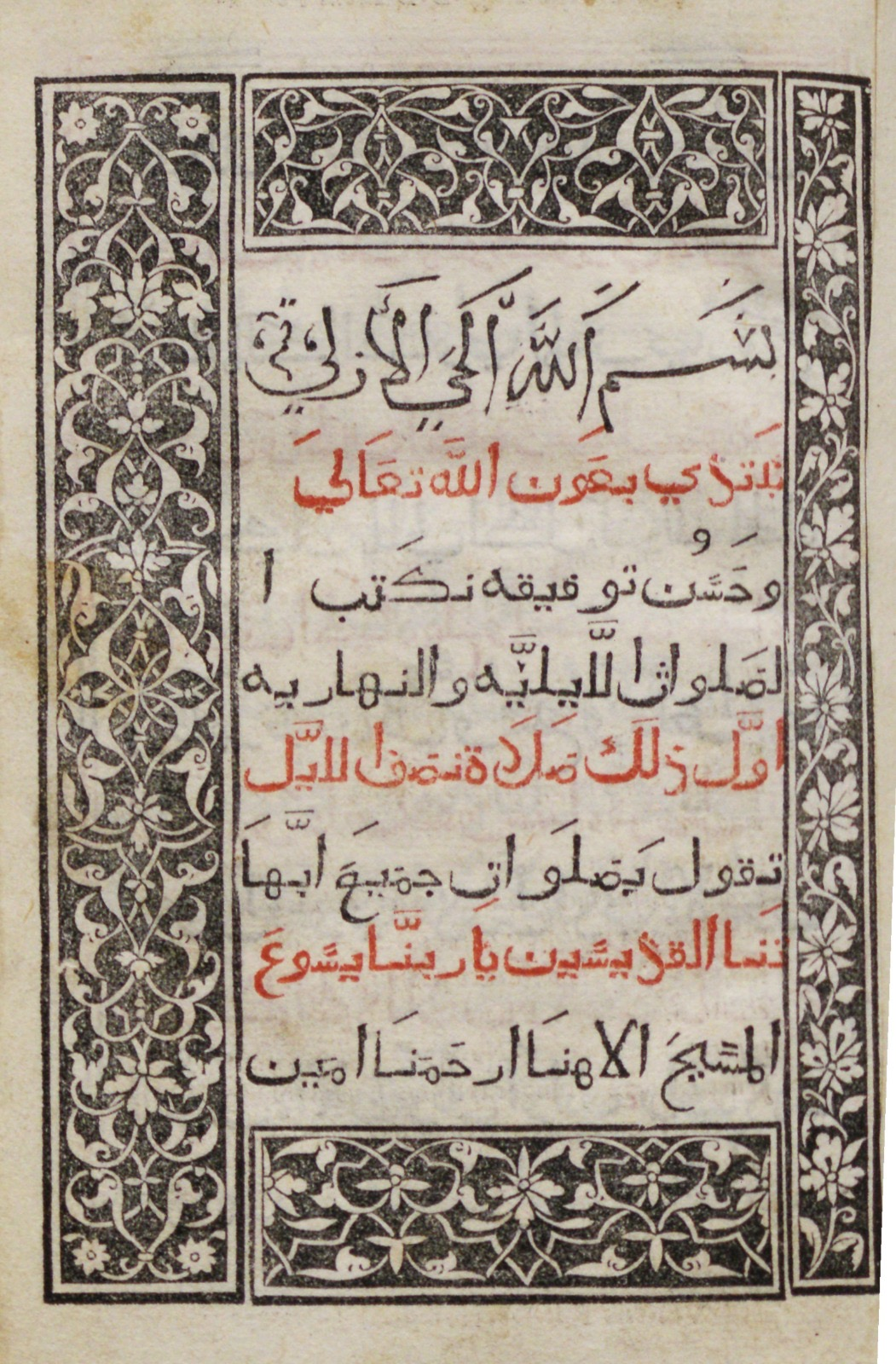
نُسخة جامعة أكسفورد.
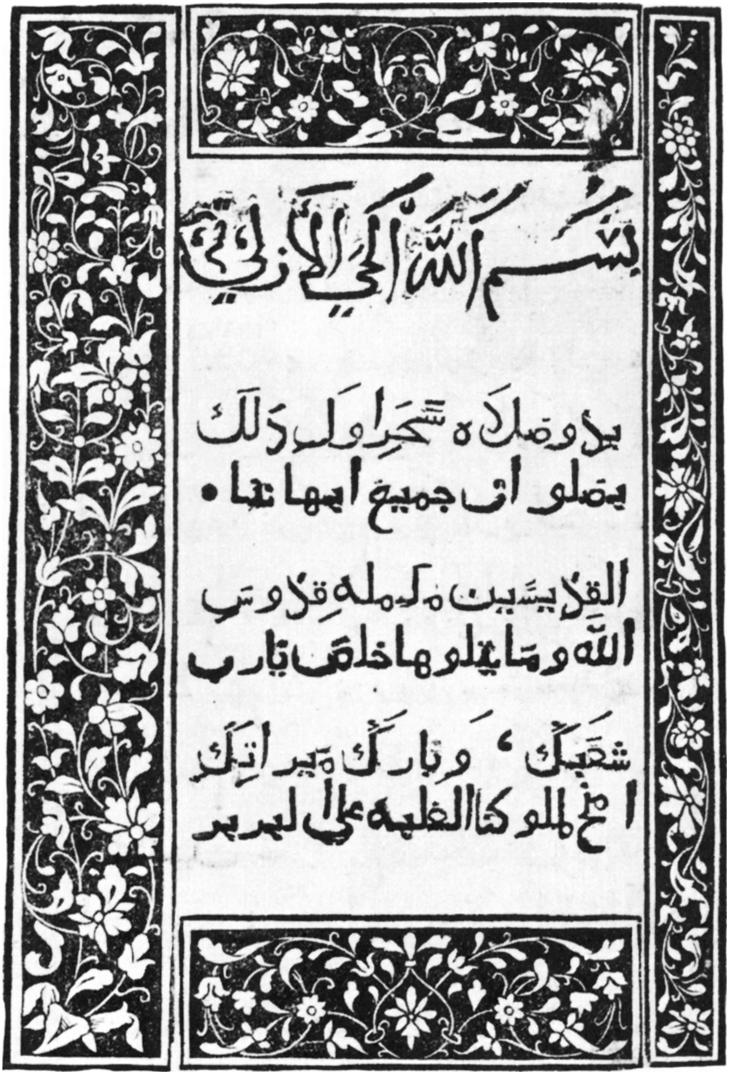
نُسخة جامعة برينستون.
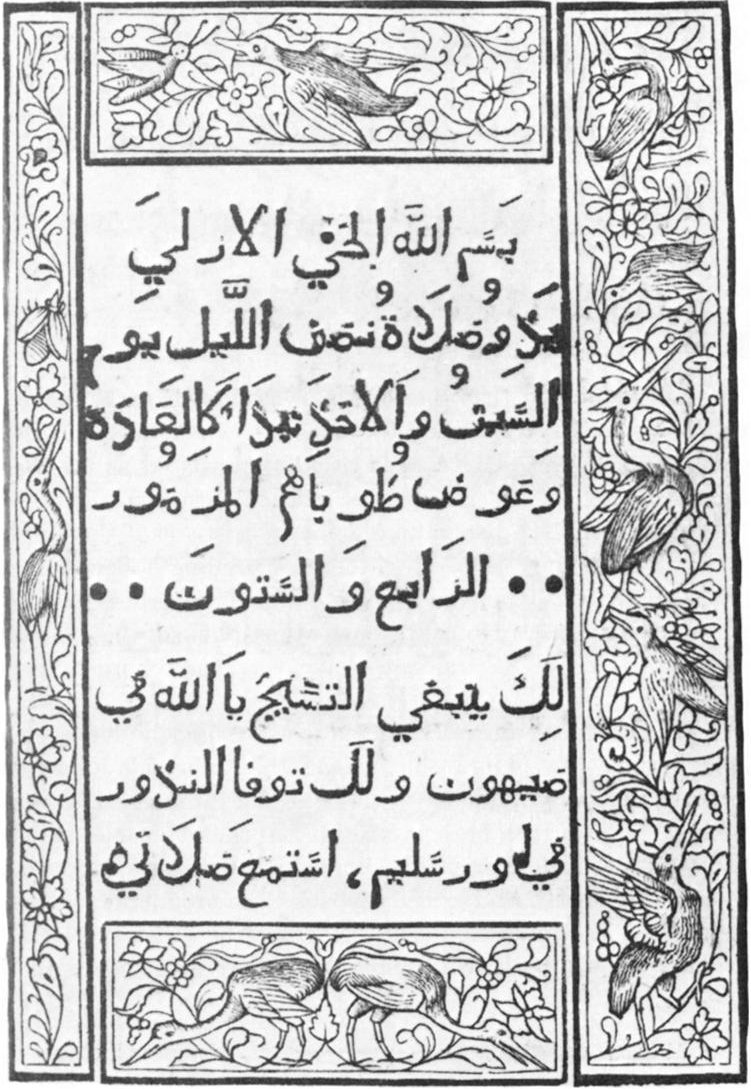
نُسخة جامعة برينستون.
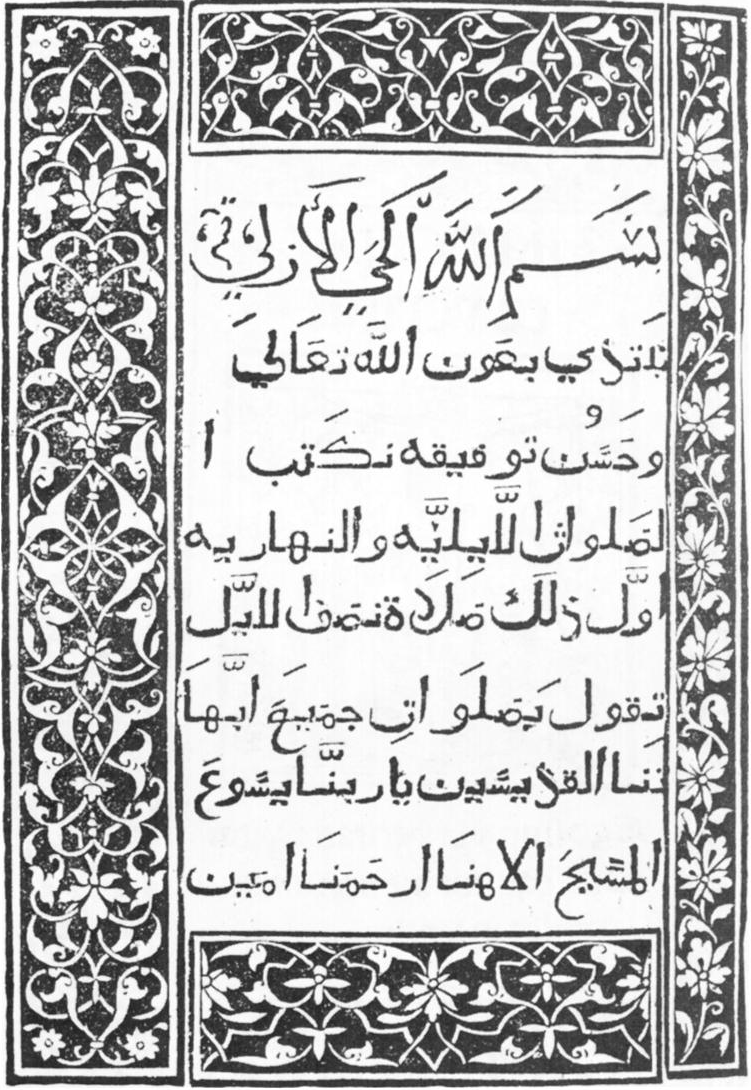
نُسخة المكتبة البريطانية.